# Șipote, Iași
Șipote este satul de reședință al comunei cu același nume din județul Iași, Moldova, România.

## Personalități
- Vasile Mârza (1902-1995), medic, histolog și biolog român, profesor la Facultatea de Medicină din Iași, membru titular al Academiei Române din anul 1948.